# دايو نوبيرا
دايو نوبيرا (بالإنجليزية: Daewoo Nubira) هي سيارة عائلية صغيرة أنتجتها شركة تصنيع السيارات الكورية الجنوبية دايو موتورز على ثلاثة أنماط: هاتش باك وستيشن واجن وسيدان.

## نظرة عامة
أصدر الجيل الأول (J100) إلى السوق في عام 1997 تحت اسم دايو نوبيرا 1، وكانت تباع حتى 1999. وقد طورت كبديل لدايو نكسيا وصممت في إيطاليا بواسطة معهد I.DE.A الإيطالي. وقد اعتنى بهندسة السيارة المهندس بورش السابق أورلش هيلموت بيذ.
في عام 2000 خضع الجيل الأول لأكثر من 90 تحسيناً بواسطة مركز دايو التقني بالمملكة المتحدة وأعيد إصدار السيارة تحت اسم نموذج J150 في الأسواق الكورية، كما تم تسويق النموذج الثاني تحت اسم دايو نوبيرا 2. وتشمل التحسينات زيادة في مساحة الركاب وتقليل الضوضاء والاهتزازات. وبالإضافة إلى ذلك، تم تعديل التصميم الخارجي وجعله أكثر ديناميكية. مما جعلها أيضا سيارة أنيقة وانسيابية وعائلية وسابقة عصرها من السيارات المنتجة في جيلها.
اسم نوبيرا هو صيغة أمر من الفعل نوبيدا في اللغة الكورية، والذي يعني التقاطع، وهكذا قد جاء الاسم ليعني أن السيارة تقطع كل جوانب الكرة الأرضية.

## المحركات
محركات النوبيرا هي 1.5 أو 1.6 أو 1.8 أو 2.0 لتر محركات البنزين على وضع inline 4. ولم يتم إصدار أي محرك ديزل للنوبيرا، على الرغم من أن هناك محركات صدرت بـ 1.9 لتر في عدد صغير من المركبات لغرض الاختبار في إطار برنامج التنمية المعروف باسم J151.
| سعة المحرك (سم مكعب) | القدرة الحصانية | العزم       | معلومات إضافية |
| -------------------- | --------------- | ----------- | -------------- |
| 1500                 | 105 حصان        | 137 نيوتن.م | DOHC 16V       |
| 1600                 | 106 حصان        | 145 نيوتن.م | DOHC 16V       |
| 1800                 | 120 حصان        | 180 نيوتن.م | DOHC 16V       |
| 2000                 | 131 حصان        | 184 نيوتن.م | DOHC 16V       |

## الإنتاج
ظلت دايو نوبيرا 2 (J150) تنتج بقوة محرك 1600cc في مصر حتى عام 2009 في مصنع سابق لدايو حاصل على ترخيص من جي إم دايو وضيقت الحكومة المصرية آنذاك الخناق على مجلس إدارة فرع الشركة (أبو الفتوح موتورز) بمصر وطلبت المشاركة في الإنتاج بالخامات وقطع الغيار المصنعة محليا والغير جيدة لصالح سيارات أخرى مما أدى إلى فشل السيارة بمصر بعد موديلات سنة 2006.

## الصور

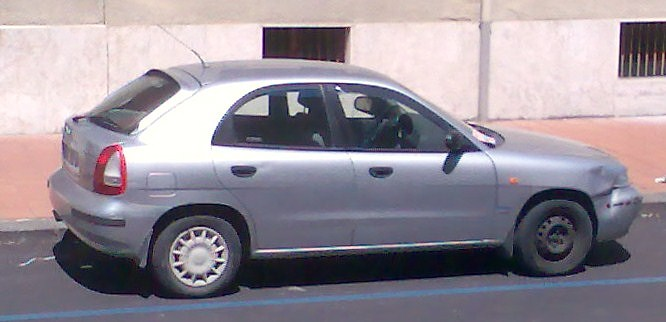
دايو نوبيرا هاتش باك
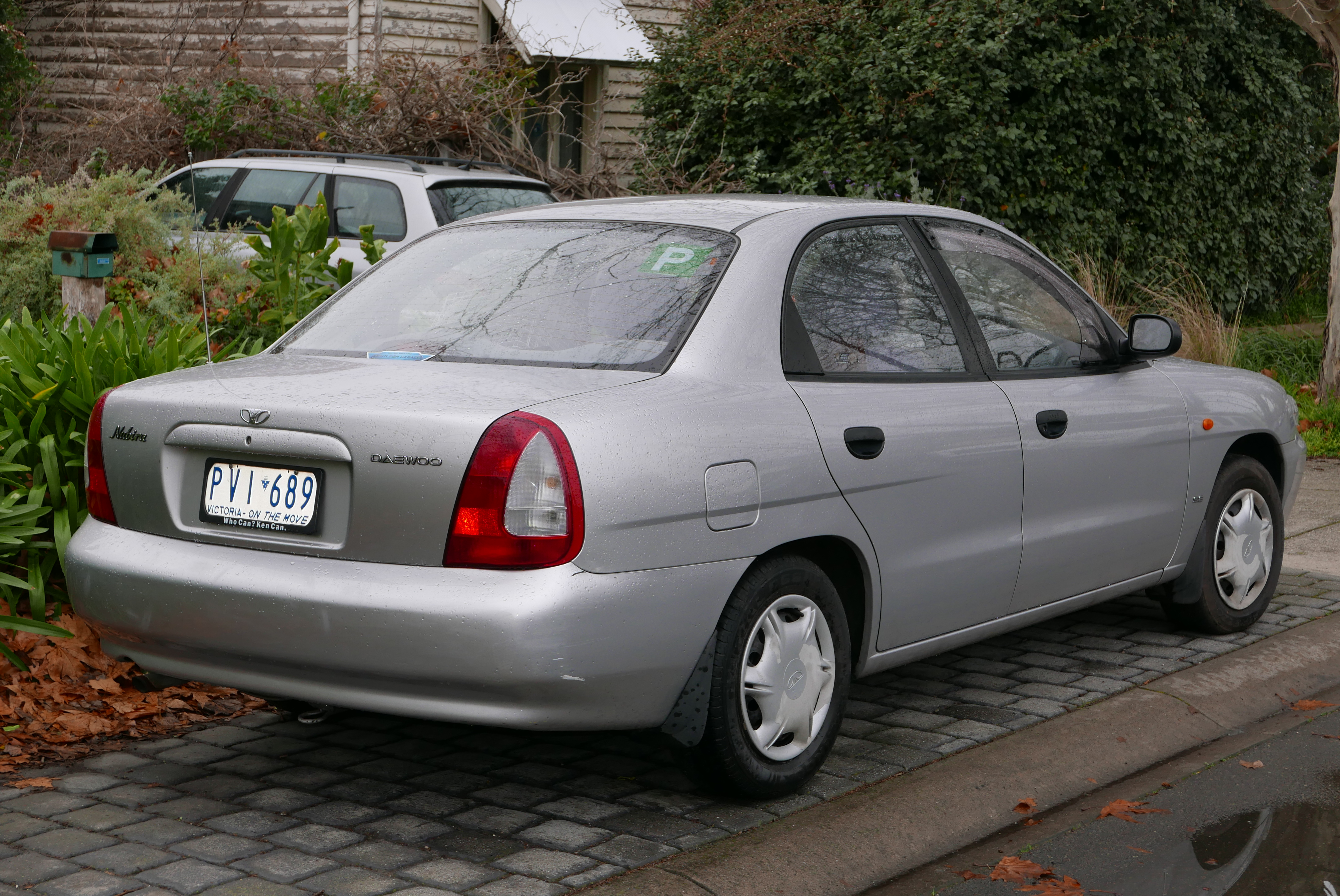
دايو نوبيرا 1 سيدان (J100)
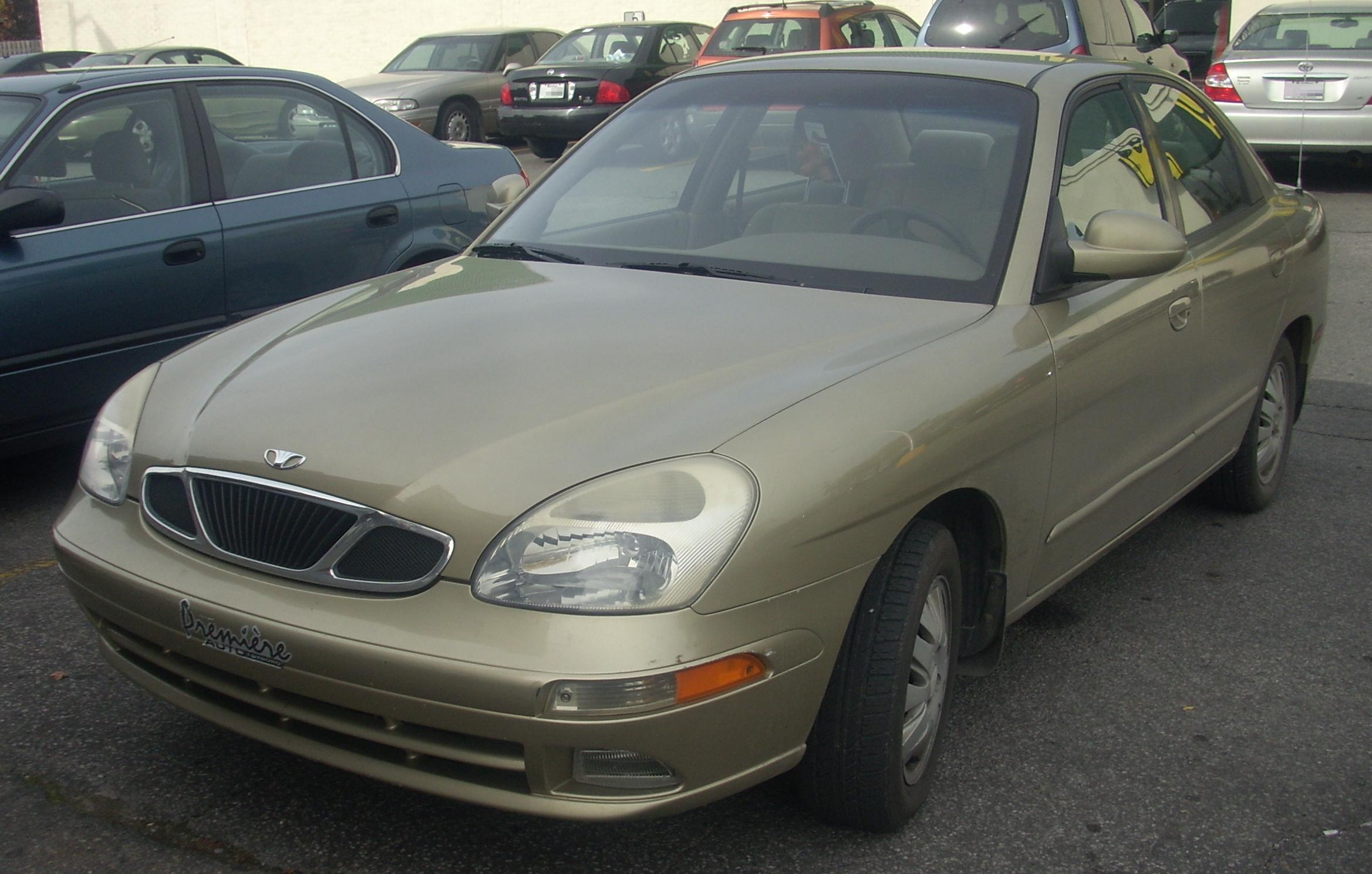
دايو نوبيرا 2 (J150)
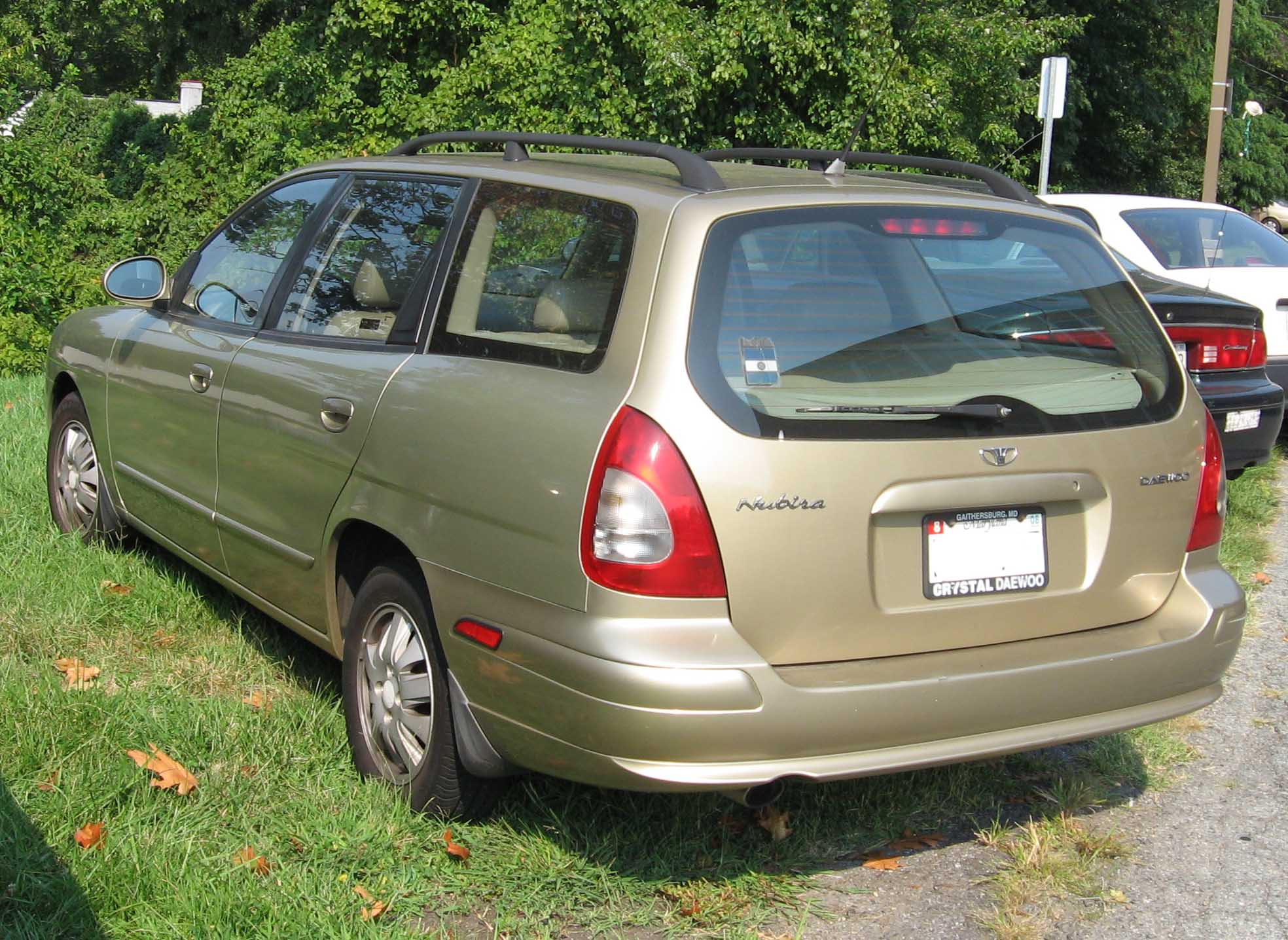
دايو نوبيرا 1 استيشن واجن
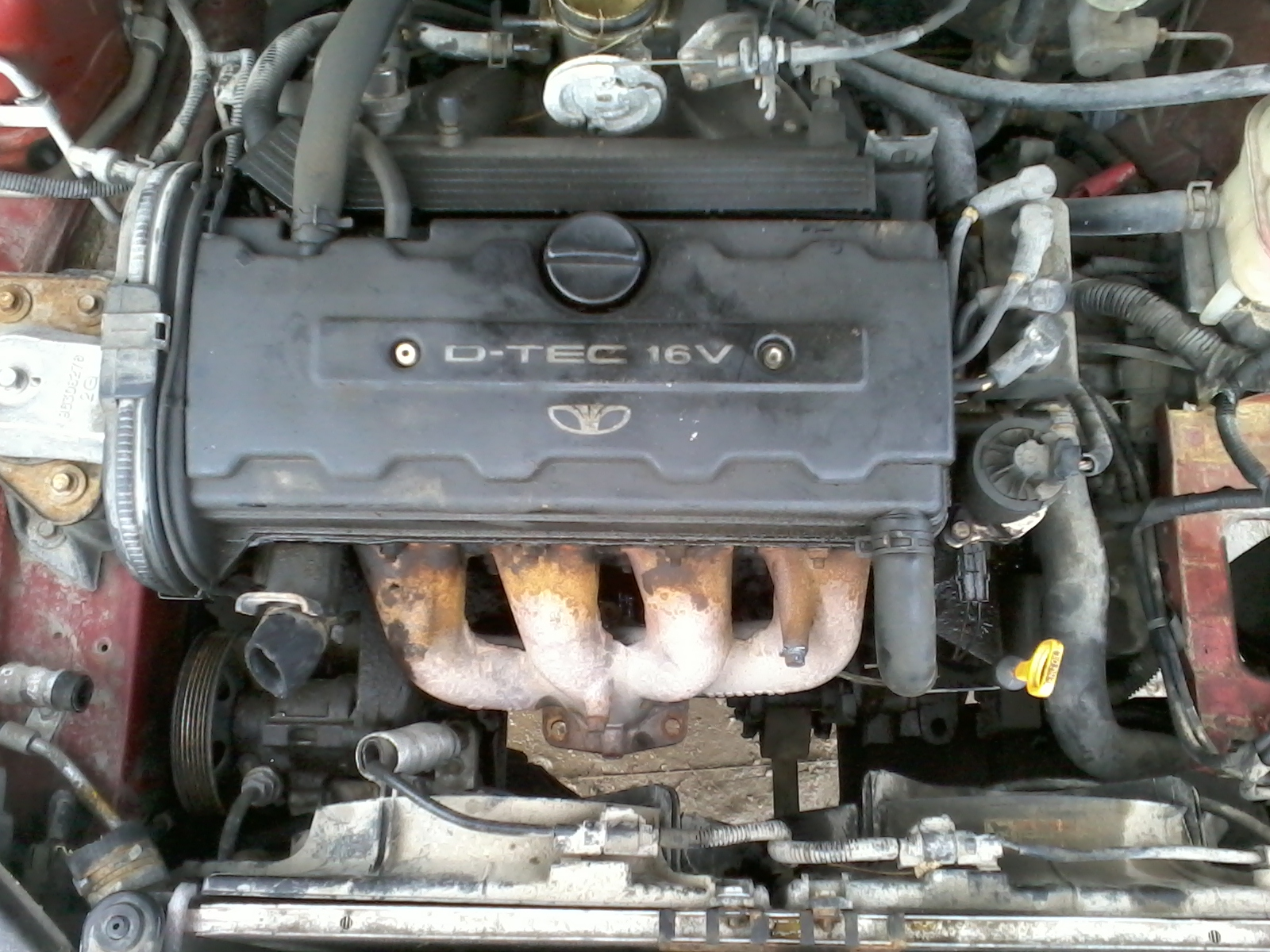
محرك دايو نوبيرا 2.0 لتر, 16 صمام, ثنائي الكامة.
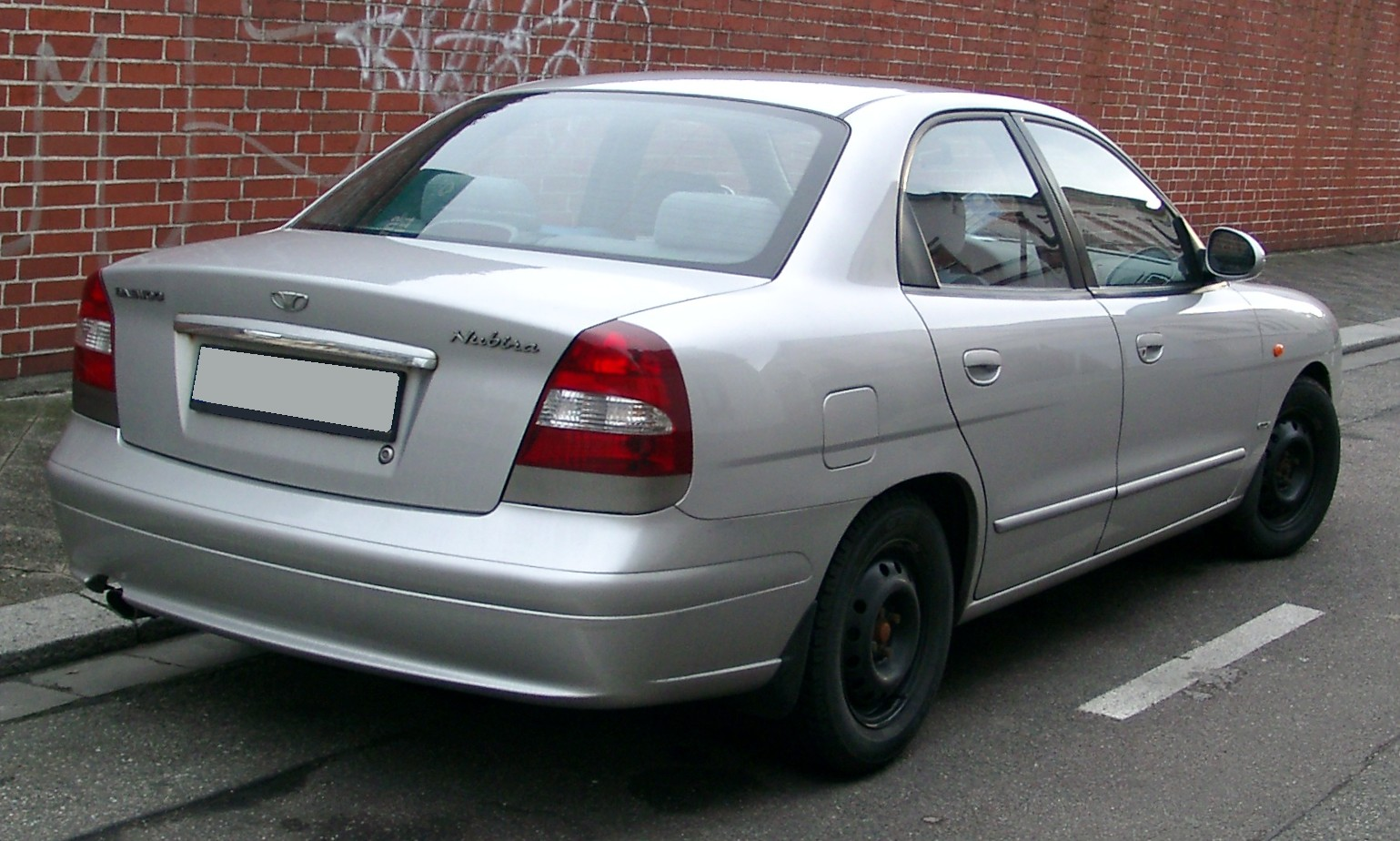
دايو نوبيرا 2 (J150) سيدان